# Joseph Schildkraut

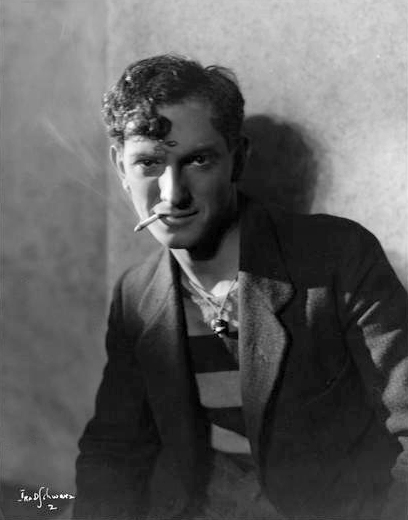
Joseph Schildkraut in seiner Bühnenrolle im Stück Liliom (1921)

Joseph Schildkraut (* 22. März 1896 in Wien, Österreich; † 21. Jänner 1964 in New York City, USA) war ein österreichisch-US-amerikanischer Film- und Theaterschauspieler. Er gewann 1938 den Oscar als Bester Nebendarsteller für seinen Auftritt als Alfred Dreyfus in Das Leben des Emile Zola.

## Leben
Joseph Schildkraut, der Sohn des bekannten Schauspielers Rudolph Schildkraut, wurde bereits in jungen Jahren von Albert Bassermann unterrichtet. 1910 begleitete er seinen Vater auf dessen Tournee in die USA und kehrte 1913 nach Europa zurück. In Berlin wurde Schildkraut durch Max Reinhardt ausgebildet und bald darauf bekannt. Nach Filmen in Deutschland und Österreich, in denen er mitwirkte, zog Schildkraut 1920 in die USA. 1921 erfolgte sein Filmdebüt in den USA, in der männlichen Hauptrolle von David Wark Griffiths Historienfilm Zwei Waisen im Sturm an der Seite von Lillian und Dorothy Gish. Weitere Film- und Theaterrollen folgten für Schildkraut, die ihn auch in Amerika zu einem Star machten. Im Jahr 1923 bezog er eine Tagesgage von 500 US-Dollar, was heute ungefähr 9.200 Dollar entspricht. Am Broadway stand er u. a. 1923 in Peer Gynt und 1932 in Alice im Wunderland auf der Bühne.
Joseph Schildkraut gewann 1938 den Oscar in der Kategorie Bester Nebendarsteller. Diese Kategorie war nach 1937 erst zum zweiten Mal verliehen worden. Den Oscar erhielt er für seine Darstellung in der Filmbiografie Das Leben des Emile Zola, in der er Alfred Dreyfus – das Opfer einer antisemitischen Intrige in der Dreyfus-Affäre – darstellte. Schildkraut, Paul Muni (der 1937 den Oscar als Bester Hauptdarsteller erhielt), Maximilian Schell (1962) und Christoph Waltz (2010 und 2012) sind die bislang einzigen Österreicher, die mit einem Schauspiel-Oscar ausgezeichnet wurden. In den folgenden Jahren nach seinem Oscar-Gewinn übernahm Schildkraut zahlreiche Charakterrollen in Hollywood, oftmals Schurken, unter anderem als Herzog von Orleans im Historienfilm Marie-Antoinette (1938) oder als selbstverliebter Ladenverkäufer in Ernst Lubitschs Komödie Rendezvous nach Ladenschluß (1940).
In den 1940er- und 1950er-Jahren widmete sich Schildkraut wieder verstärkt der Theaterarbeit und stand nur selten für Filme vor der Kamera. Einen späten Erfolg erzielte er mit seiner Darstellung des Otto Frank in dem Film Das Tagebuch der Anne Frank (1959) unter Regie von George Stevens, der ersten Kinoverfilmung des Tagebuchs der Anne Frank. Er hatte die Rolle des Otto Frank zuvor bereits in dem Broadway-Stück gespielt und erhielt für seine Darstellung im Film eine Nominierung für den Golden Globe Award in der Kategorie Bester Hauptdarsteller (Drama). Ab den 1950er-Jahren spielte er auch mehrfach im US-Fernsehen, unter anderem in den Serien Dr. Kildare und Twilight Zone. Ein Gastauftritt als Rabbi in einer Folge der Serie Sam Benedict brachte ihm 1962 eine Nominierung für den Emmy Award ein. Kurz nach den Dreharbeiten zu Die größte Geschichte aller Zeiten starb er im Januar 1964 im Alter von 67 Jahren an einem Herzinfarkt.

### Privatleben

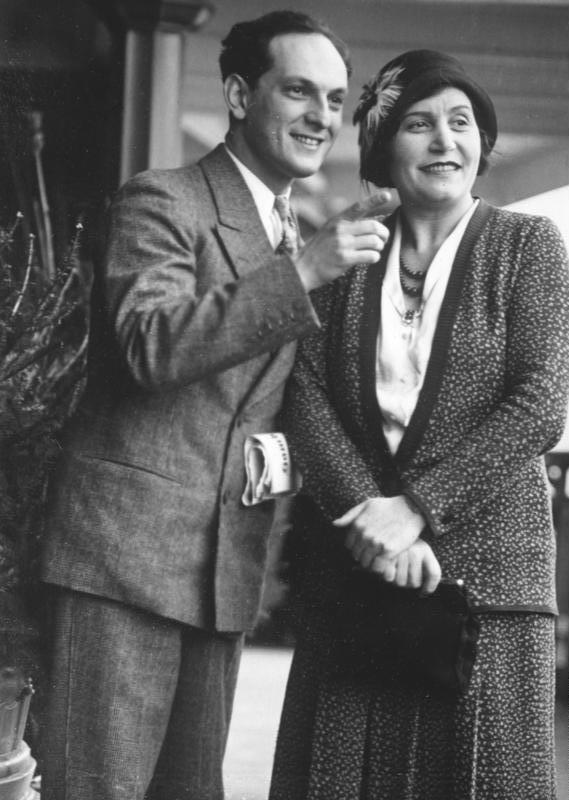
Joseph Schildkraut mit der Opernsängerin Maria Olszewska, 1932

Am 7. April 1923 heiratete Schildkraut zum ersten Mal, die Ehe mit der Theater- und Filmschauspielerin Elise Bartlett wurde am 9. Juni 1930 geschieden. Mit seiner zweiten Ehefrau, Marie McKay, die er am 27. Mai 1932 heiratete, war Schildkraut über 29 Jahre verheiratet. Sie starb am 17. Februar 1962. Im Sommer 1963 heiratete Schildkraut Leonora Rogers, mit der er bis zu seinem Tod verheiratet blieb. Jede der drei Ehen blieb kinderlos.

### Schildkraut-Archiv
Joseph Schildkraut sammelte Briefe, Dokumente und Fotos der Familie von Anne Frank. Eine Reihe von Dokumenten stammt aus dem Besitz Otto Franks, ihres Vaters. Das Archiv wurde am 5. November 2012 im Auktionshaus Doyle in New York City versteigert und vom Anne-Frank-Haus erworben. Ebenso versteigert wurde Schildkrauts nicht zum Archiv gehörender Nebenrollen-Oscar, den er 1937 für seine Rolle als Dreyfus in Das Leben des Emile Zola erhielt. Der Zuschlag erfolgte bei $ 164.520.

## Auszeichnungen
- 1937: National Board of Review Award für Das Leben des Emile Zola
- 1938: Oscar als Bester Nebendarsteller für Das Leben des Emile Zola
- 1960: Golden-Globe-Nominierung als Bester Hauptdarsteller – Drama für Das Tagebuch der Anne Frank
- 1960: Stern auf dem Hollywood Walk of Fame in der Kategorie Film
- 1963: Emmy-Nominierung in der Kategorie Outstanding Single Performance by an Actor in a Leading Role für Sam Benedict

## Filmografie (Auswahl)
- 1915: Dämon und Mensch
- 1915: Schlemihl
- 1916: Das Wiegenlied
- 1916: Der Glücksschneider
- 1916: Für den Ruhm des Geliebten
- 1917: Ein Blatt im Sturm … doch das Schicksal hat es verweht
- 1920: Der Roman der Komtesse Ruth
- 1921: Theodor Herzl, der Bannerträger des jüdischen Volkes
- 1921: Zwei Waisen im Sturm (Orphans of the Storm)
- 1923: Die Tänzerin von Ahamar (The Song of Love)
- 1926: Meet the Prince
- 1927: König der Könige (The King of Kings)
- 1927: Der Herzensdieb (The Heart Thief)
- 1928: Herzbub (Tenth Avenue)
- 1929: Showboat (Show Boat)
- 1930: Die Sehnsucht jeder Frau (deutscher Versionenfilm)
- 1932: The Blue Danube
- 1934: Cleopatra
- 1934: Schrei der Gehetzten (Viva Villa!)
- 1935: Kreuzritter – Richard Löwenherz (The Crusades)
- 1936: Der Garten Allahs (The Garden of Allah)
- 1937: Das letzte Sklavenschiff (Slave Ship)
- 1937: Das Leben des Emile Zola (The Life of Emile Zola)
- 1937: Schiffbruch der Seelen (Souls at Sea)
- 1938: Marie-Antoinette
- 1938: Suez
- 1939: Idiot’s Delight
- 1939: The Three Musketeers
- 1939: Der Mann mit der eisernen Maske (The Man in the Iron Mask)
- 1939: Mr. Moto und sein Lockvogel (Mr. Moto Takes a Vacation)
- 1939: Lady of the Tropics
- 1939: Nacht über Indien (The Rains Came)
- 1940: Rendezvous nach Ladenschluß (The Shop Around the Corner)
- 1945: San Francisco Lilly (Flame of Barbary Coast)
- 1946: Karten, Kugeln, Banditen (Plainsman and the Lady)
- 1946: Mit Pinsel und Degen (Monsieur Beaucaire)
- 1947: Ich kann mein Herz nur einmal verschenken (Northwest Outpost)
- 1948: Der Rächer von Los Angeles (Old Los Angeles)
- 1948: Die rauhen Reiter der furchtlosen Legion (The Gallant Legion)
- 1959: Das Tagebuch der Anne Frank (The Diary of Anne Frank)
- 1961: King of the Roaring 20's: The Story of Arnold Rothstein
- 1961, 1962: The Twilight Zone, Fernsehserie, 2 Folgen)
- 1962: Dr. Kildare (Fernsehserie, Folge 1x21)
- 1963: Die Unbestechlichen (The Untouchables, Fernsehserie, Folge 4x16)
- 1963: 77 Sunset Strip (Fernsehserie, 2 Folgen)
- 1965: Die größte Geschichte aller Zeiten (The Greatest Story Ever Told)